# Ridiaschina congregatella
Ridiaschina congregatella är en fjärilsart som beskrevs av Bréthès 1917. Ridiaschina congregatella ingår i släktet Ridiaschina och familjen Cecidosidae. Inga underarter finns listade i Catalogue of Life.